# 파리 천문대

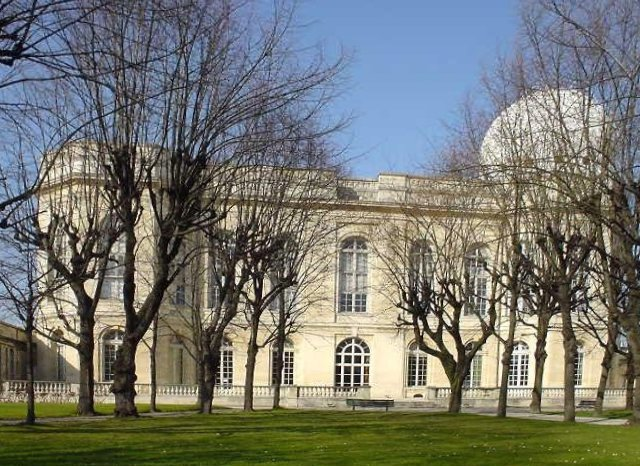
파리 천문대

파리 천문대(Paris Observatory)는 17세기에 건립된 프랑스의 국립 천문대이며 파리 과학인문학대학교(영어: PSL University 또는 PSL Research University, 프랑스어: Université PSL)의 구성 멤버이다.
프랑스에서는 일찍이 대 천문학자 노스트라다무스가 등장할 정도로 천문학의 전통이 깊었다. 그러한 취지에서 루이 14세는 조반니 도메니코 카시니를 지원하여 천문대를 건립하게 하였다. 이후 이 천문대가 천문학에 중요한 업적들을 남기게 된다.